# Exorigo-Upos
Exorigo-Upos S.A. – polska spółka technologiczna specjalizująca się w rozwiązaniach IT dla handlu detalicznego z siedzibą w Warszawie, działająca na rynku od 1993 roku. Dostarcza kompleksowe rozwiązania informatyczne, łącząc kompetencje w zakresie rozwoju oprogramowania, realizacji usług wdrożeniowych i serwisowych oraz integracji systemów i produkcji urządzeń fiskalnych. Spółka obsługuje punkty handlowe w Europie, przetwarzając w 2024 roku miliard transakcji za pośrednictwem własnego rozwiązania Cloud EFT. Działając poprzez sieć oddziałów własnych w kilku krajach i współpracując z innymi firmami, Exorigo-Upos stał się kluczowym partnerem technologicznym dla międzynarodowych sieci handlowych.

## Działalność
Spółka posiada oddziały w Polsce (Warszawa, Gliwice, Białystok, Kraków, Poznań, Wrocław), a także w Czechach, Słowacji i Rumunii. Dzięki sieci 22 biur serwisowych zapewnia ogólnopolski serwis IT i urządzeń dla sieci handlowych, a dzięki oddziałom własnym oraz partnerom zagranicznym, świadczy usługi łącznie w 14 krajach w Europie.
Exorigo-Upos łączy trzy filary działalności: 
1. Rozwój oprogramowania klasy enterprise (systemy do zarządzania sprzedażą, hub płatniczy, fiskalizacja, e-fakturowanie, zarządzanie danymi produktowymi PIM, rozwiązania omnichannel)
2. Kompleksowe managed services i usługi z zakresu infrastruktury (otwarcia sklepów i serwis urządzeń oraz IT, wdrażanie systemów, outsourcing IT, utrzymanie     infrastruktury, własna chmura dedykowana retailowi)
3. Produkcję i instalacje specjalistycznego sprzętu (drukarki fiskalne, infokioski, fakturomaty, systemy samoobsługowe).

Kluczowe produkty i usługi:
Platformy software'owe, które odpowiadają na aktualne zmiany prawne i umożliwiają zagranicznym sieciom prowadzenie działalności w Polsce zgodnie z przepisami:
- OmniCommerce for Retail – zintegrowane rozwiązania do zarządzania sprzedażą wielokanałową dedykowane dla dużych sieci handlowych;
- Cloud EFT – hub płatniczy przetwarzający ponad 4 mln transakcji dziennie, certyfikowany zgodnie ze standardami PCI DSS, który zapewnia bezpieczne płatności kartami;
- SmartHub – modułowe rozwiązanie SaaS, które pozwala zaadresować obowiązkową fiskalizację dla modelu sprzedaży omnichannel, integrację z KSeF, a także przyjazne środowisku e-paragony.

Ogólnopolskie usługi managed services, które zapewniają kompleksową obsługę sprzętu i IT dla branży detalicznej. Oferują szeroki zakres usług, w tym:
- Serwis terenowy – zespół specjalistów dostępny 24/7, gotowy do szybkiej reakcji na zgłoszenia w całej Polsce;
- Usługi wdrożeniowe – projekty otwarć nowych sklepów, usługi teletechniczne, instalacje ESL – elektronicznych etykiet cenowych i innych urządzeń;
- Serwis terminali płatniczych – instalacja, konfiguracja i serwis urządzeń. Firma posiada 40% udziału w rynku terminali płatniczych w Polsce;

- Outsourcing druku, usługi inwentaryzacji, legalizacja wag i inne rozwiązania dla delegowania obsłużenia niezbędnych w retailu procesów.
Flagowym produktem w zakresie rozwiązań sprzętowych pozostają drukarki fiskalne, których produkcja była historycznie głównym obszarem działalności spółki Upos. Obecna oferta obejmuje: 
- Drukarki fiskalne – w tym do instalacji w punktach sprzedaży samoobsługowej;
- Instalację urządzeń do sprzedaży samoobsługowej SCO (Self-Checkout);
- Fakturomaty z opcją personalizacji do brandingu danej sieci handlowej;
- Infokioski multimedialne do szerokiego zakresu zastosowań w sklepach i biurach placówek handlowych.

Innowacje technologiczne 
W 2023 roku firma rozpoczęła projekt wdrażania rozwiązań chmurowych. W efekcie Exorigo-Upos posiada obecnie własną Exo Cloud – chmurę dedykowaną w szczególności podmiotom z branży retail. Równolegle w związku z zapowiedzią wprowadzenia obowiązkowego e-fakturowania firma stworzyła własne rozwiązanie SmartKSeF, które zapewnia firmom obsłużenie komunikacji pomiędzy ich systemami a rozwiązaniem rządowym. Autorskie rozwiązanie Cloud EFT do obsługi płatności co roku osiąga kolejne rekordy transakcji i posiada aktualny komplet certyfikacji PCI DSS.
Wskaźniki operacyjne za 2024 r.
- ponad 800 zrealizowanych projektów
- 195 mln przychodów z działalności w Polsce i za granicą
- 1 miliard transakcji obsłużonych przez Cloud EFT
- blisko 4 tys. miejscowości, w których serwis realizował usługę
- ponad 1 tys. otwarć sklepów
- 1 tys. obsłużonych lokalizacji w Czechach, Słowacji i Rumunii
- 70 projektów dedykowanych wdrożeniom i rozwojowi systemów sprzedażowych
- 56 tys. zadań w ramach projektów e-commerce

## Historia
- 1993 – powstanie spółki Upos System Sp. z o.o.[5]
- 2001 – utworzenie firmy Exorigo Sp. z o.o. jako rozwinięcie i kontynuacja ponad czteroletniej współpracy firm Internet Services s.c. oraz Dudziuk i Partnerzy w zakresie przedsięwzięć informatycznych.
- 2006 – rozpoczęcie działalności Upos System Sp. z o.o. w Czechach i otwarcie oddziału w Ostrawie.
- 2008 – rozpoczęcie działalności Exorigo Sp. z o.o. na Ukrainie (Exorigo-Ukraine Co Ltd).
- 2009 – rozpoczęcie działalności na Słowacji.
- 2012 – powstanie Grupy Exorigo-Upos S.A. poprzez połączenie firm Upos System Sp. z o.o. i Exorigo Sp. z o.o.
- 2012 – rozpoczęcie działalności w Wielkiej Brytanii (Exorigo-UK Ltd)[6].
- 2013–2018 – notowana na rynku akcji NewConnect[7][8].
- 2019 – połączenie Grupy Exorigo-Upos S.A. z Exorigo-Upos sp. z o.o.[9]

## Nagrody i wyróżnienia
- Medal Europejski za aplikację EuroPOS Store System dla Upos System Sp. z o.o. (2003);
- Medal Europejski za serwis systemów POS dla Upos System Sp. z o.o. (2004);
- Nagroda Gazele Biznesu dla Upos System Sp. z o.o. (2004);
- Nagroda Gazele Biznesu dwukrotnie dla Exorigo Sp. z o.o. (2006, 2009);
- Nagroda Wehikuł Czasu dla najlepiej rozwijającej się firmy w województwie śląskim dla Upos System Sp. z o.o. (2007)[10];
- Nagroda w kategorii Think out of the box 7. edycji e-Commerce Polska Awards 2019 za platformę online ŠKODA dla Exorigo-Upos S.A. (2019)[11].
- Cashless 100 największych firm płatniczych (2022)
- ITWiZ Best 100 firm IT (2022)
- Computerworld TOP200 firm IT (2022)
- Diamenty Forbesa (2023)[12]
- Brązowy medal EcoVadis za wzrost oceny działań ESG (2023)
- Diamenty Forbesa (2024)
- ITWiZ Best 100 firm IT (2024).

## Partnerstwa i certyfikaty
Exorigo-Upos S.A. jest wieloletnim partnerem wiodących światowych producentów sprzętu i oprogramowania oraz świadczy usługi związane z wdrażaniem oprogramowania partnerskiego: Adobe, Archibus, Cisco, Epson, IBM, Microsoft, Oracle, SAP, Symphony, Toshiba, Xerox.
Firma posiada następujące certyfikaty:
- Certyfikat Europrodukt za system EuroKARTA do obsługi kart płatniczych i lojalnościowych dla Upos System Sp. z o.o. (od 2002);
- Certyfikat Fair Play od Krajowej Izby Gospodarczej dla Upos System Sp. z o.o (od 2006).
- Certyfikat ISO 27001:2014 (od 2015).
- Certyfikat PCI DSS w ramach Service Provider Level 1 (od 2016).
- Certyfikat PCI Point-to-Point Encryption (P2PE)(inne języki) Solution (od 2021)
- PCI PIN Security w ramach Secure Room Exorigo-Upos.

## Organy spółki
- Przewodniczący Rady Nadzorczej: Rafał Orawski[13]
- Prezes Zarządu: Grzegorz Rogaliński